# اربايسي
اربايسي (بالإيطالية: Arpaise)‏ هي كومونا في مقاطعة بنبنت بمنطقة كمبانية الإيطالية، وتقع على بعد 50 كم شمال شرق نابولي، و11 كم جنوب بنبنت.